# La coronación de espinas (Viena)
La coronación de espinas es uno de los dos cuadros que Caravaggio ejecutó sobre el tema. Se conserva en el Museo de Historia del Arte de Viena.

## Análisis
Este cuadro es uno de los más bellos de Caravaggio. El pintor utilizó como modelo a un hombre maduro, alejándose de los mancebos que empleaba en sus primeras épocas. La escena de tortura destaca por la fortísima impresión que provocan los soldados agresivos, distribución que caracteriza otros cuadros del pintor.